# Per Jonsson (1910–1968)
Per Henning Jonsson (i riksdagen kallad Jonsson i Malmgrava), född 22 maj 1910 i Tuna församling, död där 3 mars 1968, var en svensk lantbrukare och politiker för Högerpartiet. Han var ledamot av andra kammaren 1945–1948.
I riksdagen skrev han 11 egna motioner, främst om jordbrukets problem.